# Червоний колір
Черво́ний (від д.-рус. чьрвенъ, чьрвлѥнъ) — колір з мінімальною частотою, що сприймається людським оком. Діапазон червоних кольорів в спектрі з довжиною хвилі 630—760 нанометрів, межа сприйняття залежить від віку. Один з трьох «основних» кольорів в системі RGB, додатковий колір до нього — синьо-зелений. Червоний  — це перший колір веселки. У геральдиці — червінь.

## Червоні природні барвники іпігменти

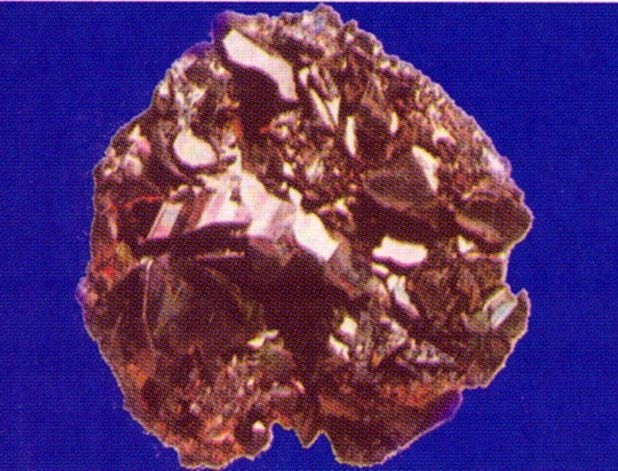
Гематит

- Червоний колір — колір крові, пігменту гемоглобіну.
- Алізарин
- Кармін
- Вульфеніт
- Гематит (від слова «кров»)
- Мумії (корінь слова той самий, що для слів мумія та мумійо):
  - Бокситна мумія
  - Глиняста мумія
  - Залізноокисна мумія
- Реальгар
- Кіновар
- Сандал (червона барва) (є і «синій сандал»), див. Сандал
- Свинцевий сурик
- Червона вохра
- Indian red
- Vermilion

## Назви відтінків
- Алізариновий — відтінок червоного кольору, названий так, через схожість з органічним барвником алізарин.
- Бордо́вий — темний, фіолетово-червоний відтінок червоного кольору, темніший від багряного.
- Вишне́вий — темний блакитно-червоний.
- Іржавий — червоно-помаранчево-коричневий колір, що нагадує оксид заліза.
- Кардина́льський — яскраво-червоний.
- Кармі́новий, кармази́новий, бака́новий — блакитно-тонований червоний колір барвника, зробленого з комахи червця́.
- Кашта́новий, бруна́тний — коричневий відтінок червоного кольору.
- Кінова́р, цино́бра — одна з найдревніших мінеральних фарб, відтінок червоного кольору, який скидається на червоно-помаранчевий, себто трохи більшої інтенсивності, ніж червоний.
- Крива́во-черво́ний — яскраво-червоний / червоний колір з натяком на помаранч.
- Мадже́нта — колір, який можна отримати від змішування червоного та синього кольорів.
- Малино́вий — яскравий насичений відтінок червоного, змішаного з синім кольором. Малиновим називають колір середній між червоним та рожевим.
- Роже́вий — легкий, ненасичений червоний.
- Терако́товий — коричневий відтінок червоного кольору, колір однойменної кераміки з кольорової глини.
- Фу́ксія — колір, що є комбінацією синього та червоного в однакових пропорціях, або ж яскравий відтінок фіолетового кольору.
- Пурпуро́вий, шарлатовий — назва кольору походить від пурпуру — фарбувальної речовини, яку добували в давні часи із залоз равликів родини Muricidae, родичів рапана.
- Венеційський червоний[en] (також відомий як Індійський червоний) — відтінок коричнуватого червоного, приготованого з сульфату заліза.

## У техніці, поліграфії, промисловості
- Червоний, як сигнальний колір — ознака небезпеки, заборони дії, руху (світлофор) і ін.
- Колір кнопки «СТОП».
- Червоним кольором відзначають балони з горючими газами — пропаном, метаном.
- Символ «гаряче», наприклад, для кранів гарячої води.
- Колір пожежників, пожежного устаткування.

### Стандарти на червоні кольори
- Для світлофора
- Рубіновий лазер
- Світлодіодний лазер
- Довжина хвилі випромінювання Ксенона — еталон метра

### Червоні харчові фарбники, E**
- Понсо червоний
- Амарант

## У культурі іетнографії
- Червоний — символ мужності і відваги.
- Червоний Хрест — символ медицини
- «Червона книга» — книга про зникаючі види тварин, рослин і грибів.
- Червоний колір традиційно використовується комуністами, а часто і соціалістами. Звідси — численні географічні назви на території колишнього СРСР.
- Як колір крові, в римській міфології асоціюється з богом війни, Марсом, і з червоною планетою Марс.
- Червоний корпус Київського університету імені Тараса Шевченка

### Інші культурні для літератури асоціації
- Пісня «Два кольори»
- Колір любові, а також колір люті в західній культурі
- Червоний ліхтар — символ, умовний знак в кварталах борделей.